# Eduard Matscheko
Eduard Matscheko (* 1970 in Linz) ist ein österreichischer Geiger und Dirigent.

## Leben und Wirken
Eduard Matscheko besuchte das Musikgymnasium der Diözese Linz und wurde dort als Konzertmeister und Dirigent vom Komponisten Balduin Sulzer gefördert. Er studierte Violine in Linz und Wien, wobei Michael Schnitzler vom Haydn-Trio Wien, Henry Meyer und Peter Kamnitzer vom LaSalle Quartett zu seinen Lehrern gehören. Außerdem musizierte er im Ensemble aktuell unter und war Assistent von Franz Welser-Möst.
Von 1992 bis 1997 leitete Matscheko das Jeunesse Orchester Linz. Er dirigierte das Bruckner Orchester Linz und verschiedene andere oberösterreichische Orchester in Vöcklabruck, Freistadt und Linz. Darüber hinaus widmete er sich auch der gehobenen Unterhaltungsmusik und war an der Wiener Kammeroper engagiert. Außerdem dirigierte er Festmessen im Stift Wilhering.
Seit 2001 leitet Matscheko den Kirchenchor Christkönig und war von 2011 bis Ende 2013 auch Chorleiter der Linzer Singakademie.
Mit der Sinfonia Christkönig in der Linzer Friedenskirche erlangte er als Dirigent über Linz hinaus große Anerkennung, zumal die Sinfonia Christkönig seit 2012 unter der Patronanz der Wiener Philharmoniker steht. Matscheko konnte daher auch Stars wie den Solocellisten der Philharmoniker, Róbert Nagy gewinnen.
Matscheko ist zudem auch im Landesmusikschulwerk aktiv, er lehrte Violine in Freistadt.
Im September 2016 übernahm er die Leitung des oberösterreichischen Jugendsinfonieorchesters.